# Corno di Rosazzo
Corno di Rosazzo (friuli nyelven: Cuar di Rosacis, szlovénül: Koren) település Olaszországban, Friuli-Venezia Giulia régióban, Udine megyében. Lakosainak száma 3142 fő (2023. január 1.). Corno di Rosazzo Cividale del Friuli, Cormons, Dolegna del Collio, Premariacco, Prepotto, San Giovanni al Natisone és Manzano községekkel határos.

## Népesség
A település népességének változása:
| Lakosok száma | 3189 | 3170 | 3142 |
|               | 2017 | 2018 | 2023 |